# Макс Вернон Метьюз

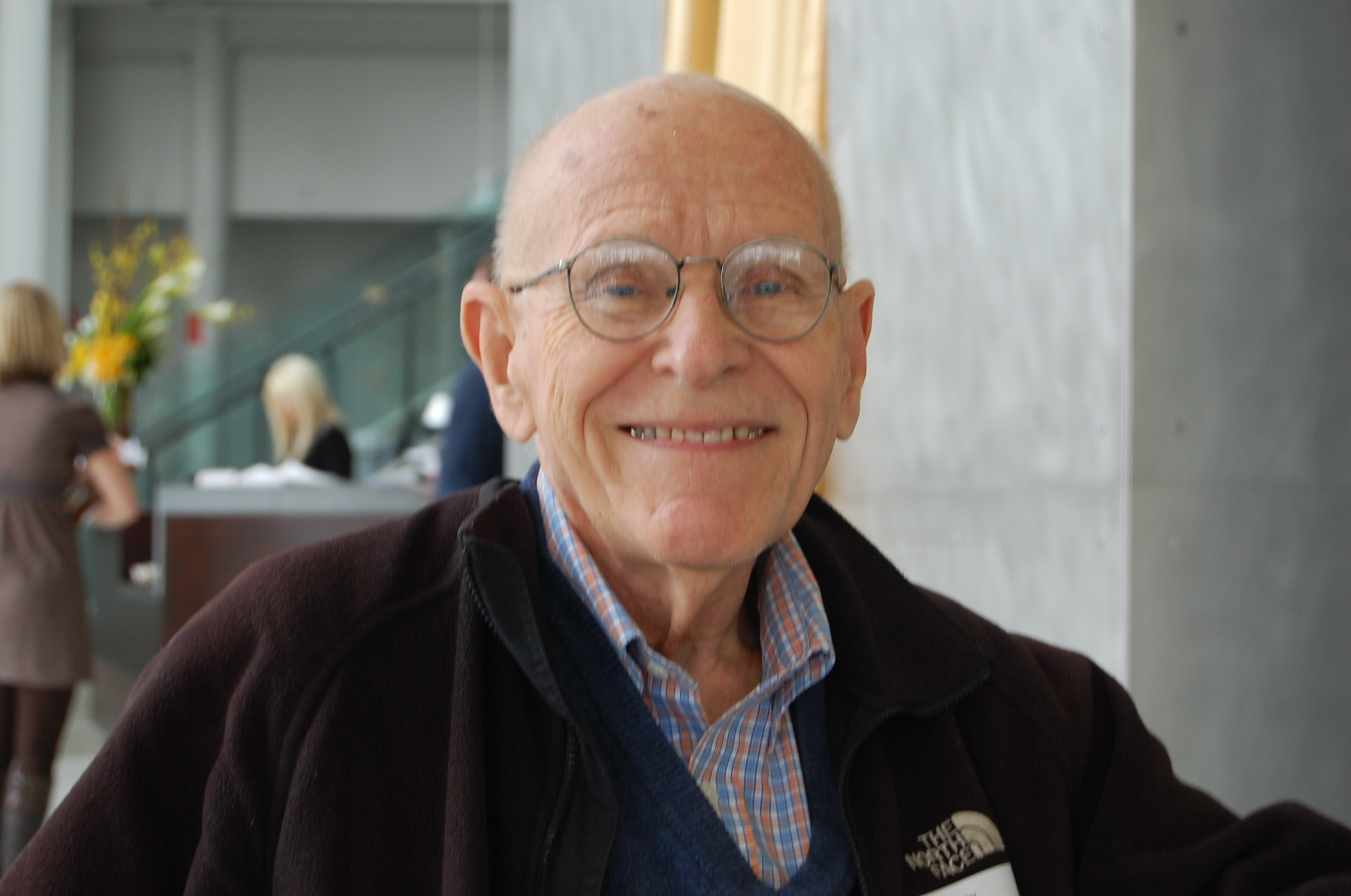
Макс Метьюз, 2011 рік

Макс Вернон Метьюз (13 листопада 1926, Небраска, США — 21 квітня 2011, Сан-Франциско) — інженер, професор, піонер комп'ютерної музики, творець першої у світі музичної комп'ютерної програми, академік Національної академії наук США.
Навчався в Каліфорнійському і Массачусетському технологічних інститутах, здобув докторський ступінь в 1954 році — у віці 28 років.
В 1957 році, працюючи в Bell Labs, створив на IBM 704 програму «MUSIC» — першу широко застосовану програму для електронної генерації звуку, а в подальшому — перші електронні музичні інструменти. В 1961 за допомогою цієї програми був створений акомпанемент до пісні «Daisy Bell» виконаною синтезованим голосом за допомогою технології, винайденою  Джоном Ларрі Келлі
У 1962-1985 роках був директором «Bell Labs», а з 1974 по 1980 роки — науковим радником паризького Інституту дослідження та координації акустики і музики (IRCAM).
Займався дослідженнями в галузі електронної музики та взаємодії людини з комп'ютером. З 1987 року викладав музику в Стенфордському університеті.
Мав трьох дітей.